# Emilia Serrano de Wilson
Emilia Serrano y García (Granada, 3 de enero de 1834-Barcelona, 1 de enero de 1923) fue una escritora y periodista española, gran viajera por el continente americano. Además de novelista, fue autora de obras de historia y educación. Utilizó las seudónimos de Emilia Serrano de Wilson, Baronesa de Wilson o Emilia Serrano de Tornel. Entre 1857 y 1861 dirigió en Madrid los periódicos La Caprichosa y La Nueva Caprichosa. También colaboró en El Eco Ferrolano, El Último Figurín, El Correo de la Moda, Las Hijas del Sol, La Primera Edad, El Gato Negro, La Ilustración Artística y Álbum Salón. Emilia Serrano, que realizó diversos viajes por Latinoamérica a lo largo de su vida, dejó escritas obras como Maravillas americanas y América y sus mujeres en relación a su estancia en el continente americano.

## Reseña biográfica
Emilia Serrano y García nació en el seno de una familia privilegiada, hija del notario y diplomático Ramón Serrano y García y de María Purificación García y Cano, ambos naturales de Valladolid. Sabemos que escribió una autobiografía condicionada por sus influencias del círculo intelectual y burgués parisino. Por ello, no se pueden considerar fiables aquellos escritos, pues, como dicen algunos estudiosos, la escritora simplemente «se construyó a sí misma para la mirada de otros». Se ha dicho que la baronesa de Wilson nació en Granada, sin embargo, muchos dudan de esta afirmación y piensan que se desconoce el lugar del nacimiento de la autora. Asimismo, la fecha es desconocida, tanto el día como el año, a pesar de que algunos apuestan por el año 1833, y otros por 1834,  entre otras opciones. Ella indica que nació en 1845, pero otras fuentes de información, como su partida de defunción, sugieren que nació unos diez años antes.
A pesar de los datos desconocidos de la autora, sí que se sabe con seguridad que vivió en una familia privilegiada y se dotó de una refinada cultura y un ambiente intelectual desde su juventud. Todos estos factores junto con su contacto con el romanticismo tardío forjaron su gusto y hollaron en su obra. Además, desde su juventud se dedicó al periodismo y llegó a publicar numerosos artículos hasta los años setenta. 
Se sabe que hacia 1852 huye exiliada a París seguida de su amante José Zorrilla, quien la llama Leila en sus versos, y con quien tendría una hija Margarita Aurora, que moriría prematuramente con cuatro años. Este acontecimiento provocó que los amantes se distanciaran. Sobre su apodo, la Baronesa de Wilson, se ha dicho que le provenía de su primer marido, el Barón de Wilson, del que quedaría viuda dos años después de casarse, a quien atribuía la paternidad de su hija. Sin embargo, no existe evidencia de dicha relación ni siquiera de que la mujer llegara a contraer matrimonio alguna vez en su vida. Tampoco con el médico catalán Antonio García Tornel, con quien supuestamente contrajo matrimonio en 1874. Lo que sí está probado es que una de sus grandes aficiones consistió en fantasear sobre sus orígenes familiares y ocultar su turbio pasado, y en alimentar su personaje. «Se convierte en una escritora para madres, y en una escritora para formar a jóvenes, a señoritas. Por eso necesitó crear una biografía moral e intachable. ¿Cómo vas a educar si no a futuras madres, a jóvenes casaderas, y cómo vas a entrar a los colegios religiosos con tus libros? Ella utiliza las reglas sociales en su beneficio, sin renunciar a esa libertad que quiere para su vida. Es muy moderna y performativa», opina Fernández, quien también señala que, aunque la Baronesa era un personaje complejo y paradójico, su legado feminista está fuera de toda duda. 
Es muy notoria su estancia en París donde se codearía con grandes personalidades y literatos románticos franceses, como Alphonse de Lamartine y Alejandro Dumas. De este último se convirtió en la primera agente literaria internacional, como su representante y gestora de sus derechos de traducción al español. En 1857, durante su estancia en París fundó y dirigió hasta 1860 la revista de moda femenina La Caprichosa, la cual obtuvo un gran éxito tanto en España como en toda Hispanoamérica. 
Ya en 1860 regresa a España, donde conseguirá un papel relevante en el mundo cultural y en la corte de Isabel II. Después del fallecimiento de su hija, se registra su primer viaje a América latina hacia 1865, debido a la depresión producida por la pérdida.
Afirmaba que desde pequeña sintió una poderosa atracción por el continente americano, debido a las lecturas de la biblioteca familiar, a la lectura de grandes viajeros científicos del siglo XIX y su reflexión sobre la unión entre todos los pueblos de habla hispana «tan estrecha, tan íntima, tan grande y útil para todos como inquebrantable» (Serrano de Wilson, 1897: 33). Todo esto la llevaría más adelante a escribir su literatura de viaje por la que acabó siendo tan reconocida y por viajar allí. 
"Los viajes de Colón, la Historia de las Indias, por el P. Las Casas, La Araucana, de Ercilla, y otras obras, fueron el origen de mi entusiasmo por América. Las escenas de la vida de los indios, descritas gráficamente; los descubrimientos y conquista, las batallas, las heroicidades de españoles y de indígenas, la lucha tenaz y justa de los hijos del Nuevo Mundo contra los invasores, me enajenaron hasta el punto de olvidarme de todo lo que no era leer, dándose el caso de renunciar a paseos y a otras" (Serrano de Wilson, 1890: 12). 
Desde entonces sus visitas a América se repetirían más de cinco veces (en 1862, 1891, ) durante veinte años y en diferentes países, hasta 1914. Su audacia, su formación y el cosmopolitismo le ayudaron a trazar redes sociales y personales que la conectaron con grandes personalidades culturales y políticas del siglo. Gracias a esto, llegó a convertirse en asesora de gobernantes, como del presidente mexicano, Porfirio Díaz, y en historiadora oficial de países como Venezuela o México, además de en la autora más difundida en las escuelas americanas. Todo esto convirtió a la escritora en una de las figuras más significantes de la literatura de viajes del siglo XIX, el gran siglo de los viajes: de exploración, mercantiles o de placer.
Multiplicará, también, su actividad periodística, sobre todo en Barcelona, donde se instalará a finales de los años ochenta y principios de los noventa para llevar a cabo proyectos comerciales con América latina. No obstante, la Primera Guerra Mundial y la debilitada salud de Emilia Serrano no le permitieron más viajes a América. Consta que, en total, publicó treinta y nueve escritos en La Ilustración Artística de Barcelona, entre 1887 y 1916, cuya temática principal era los relatos de temática americanista.
Pero, sobre todo, Serrano García fue la valedora de las mujeres de letras de habla española: durante años, fue rescatando noticias en torno a la vida y la obra de numerosas escritoras contemporáneas, pero también de destacadas filántropas, artistas o heroínas olvidadas. Por ello, una de las características más alabadas de su trayectoria ha sido su labor feminista.
Los últimos años de su vida los pasó entregada a la elaboración de la inconclusa Historia General de América hasta que murió el 1 de enero de 1923. Su cuerpo fue enterrado en la osa común del cementerio de Montjüic. 

### Obra
En cuanto a la obra registrada de la autora, contamos con el siguiente eje cronológico: 
- 1860. El almacén de las señoritas.
- 1883. Las perlas del corazón.
- 1890. América y sus mujeres.
- 1890. El mártir de Izancanac.
- 1897. América en fin de siglo.
- 1903. El mundo literario americano.
- 1910. Maravillas americanas.
- 1910. El parnaso chileno.
- (NO SE ENCUENTRA FECHA DE PUBLICACIÓN) Magdalena
- (NO SE ENCUENTRA FECHA DE PUBLICACIÓN) Misterio del alma

Periódicos 
- 1854. El Eco hispano-americano. (Madrid).
- 1871-1872. El último figurín. (Madrid).
- 1877-1878. Semanario del pacífico. (Lima).
- 1906-1912. La Nueva caprichosa (La Habana).
- (SIN FECHAR). El continente americano (México).
- (SIN FECHAR). La Crónica ilustrada (Barcelona).